# 金希澈&金政模
金希澈&金政模（韓語：김희철&김정모），原名M&D（Midnight and Dawn），由SuperJunior的金希澈與TRAX的金政模組成。於2011年6月22日發行數碼單曲《Close Ur Mouth》（뭘봐），2016年組合名字更改為金希澈&金政模（Hee Chul Kim & Jung Mo Kim）。

## 成員
| 金希澈（Kim Hee Chul） | 1983年7月10日 | 作詞、主唱   | Super Junior |
| 金政模（Kim Jung Mo）  | 1985年3月26日 | 作曲、吉他手 | TRAX         |

## 組團

### 團名
M&D有Midnight&Dawn之意。團名原取自兩人的出生地彌阿里(Miahri，미아리 텍사스촌)與丹溪洞(Dangyedong)的首字母，只是希澈出生的丹溪洞較鮮為人知，經常需要向人解釋。希澈說友人前輩劉世允還因此勸他將M&D的意思改為最好(M)與最壞(D)。

### 組團緣起
兩人共同上政普碩主持的節目－－2011年8月1日播出的《清潭洞凌晨一點》時，政模表示兩人組團的緣由是，之前當希澈電台節目的固定嘉賓，談到韓國男子雙人組合，大家開玩笑說如果兩人一起組團好像會很有意思，後來竟然真的實現了。

## 組合職務
在M&D組合中，金政模負責作曲、編曲及各種樂器，例如《Close Ur Mouth》MV，開頭與間奏部分拍攝了政模演奏電子琴、吉他、BASS與爵士鼓的畫面。金希澈負責作詞及拍攝MV。主唱為金希澈。

## 音樂作品

### 單曲
| 單曲 | 單曲資料                                                                      | 曲目                           |
| 1st  | 首張數位單曲《뭘봐（Close Ur Mouth）》 - 發行日期：2011年6月22日 - 語言：韓語 | 曲目 1. 뭘봐（Close Ur Mouth） |

#### SM STATION
| 年份   | 發佈日期 | 歌曲名稱              | 合作藝人        |
| ------ | -------- | --------------------- | --------------- |
| 2016年 | 4月15日  | 納西索斯（Narcissus） | 輝人（MAMAMOO） |

### 迷你專輯
| 專輯 | 專輯資料                                                                           | 曲目 |
| 1st  | 首張迷你專輯《家內手工業（가내수공업）》 - 發行日期：2015年4月20日 - 語言：韓語    | 曲目 1. M&D (Midnight&Dawn) 2. 하고 싶어 (I Wish) 3. 달수정 (Moon Crystal) 4. 실루엣 (Silhouette) 5. 魂 (Soul) 6. 뭘봐 (Close Ur Mouth)                                                                               |
| 2st  | 第二張迷你專輯《Goody Bag（종합선물세트）》 - 發行日期：2016年7月12日 - 語言：韓語 | 曲目 1. 울산바위 (Ulsanbawi) 2. 바나나쉐이크 (Banana Shake) 3. 수필 (Essay) 4. No답 (No DAP) (Feat. 노대건 of 버스터리드) 5. 나르시스 (Narcissus) (Feat. 휘인 of 마마무) 6. 울산바위 (Ulsanbawi) (Highway Remix Ver.) |